# 南屏路站
南屏路站位于中华人民共和国安徽省合肥市包河区祁门路与南屏路交叉口地下，是合肥轨道交通4号线的地铁车站。

## 车站结构
南屏路站位于祁门路与南屏路交叉口，沿祁门路东西向布置，车站为地下两层单柱双跨岛式站台，站台宽度11m，设3个出入口，2组风亭，1座冷却塔。